# 御史中丞
御史中丞（ぎょしちゅうじょう）は、古代の中国にあった官職である。官にある者の監察を任とした。

## 秦・前漢
秦の時代からあった。
前漢にでは御史大夫を補佐する二人の御史丞のうち、殿中に居るほうを御史中丞といった（秩禄千石）。御史中丞は蘭台の図籍秘書を掌り、刺史を督察し、侍御史を統領した。公卿の上奏を受領し、内容を調べて弾劾した。後には御史大夫の統属から離れた。
成帝の綏和元年（紀元前8年）に御史大夫が大司空に改称されると、大司空長史と御史中丞の二人の次官が置かれたが、御史中丞の職掌は従来と変わらなかった。哀帝の建平2年（紀元前5年）に大司空が御史大夫に改称されると、御史長史と御史中丞の二人の次官が置かれた。元寿2年（紀元前1年）に御史大夫が大司空に改称されると、その次官として大司空長史のみが置かれた。御史中丞は御史台の長となり、御史長史に改称された。御史大夫を大司空と改称することで御史台の管掌権を失わせることは、このとき復権した王莽の意向であると推測される。

## 後漢
後漢では光武帝が御史長史を御史中丞と改称して、少府に文属させた。文属とは名簿上の所属であり、実際には皇帝に直属した。治書侍御史2名（秩禄六百石）、侍御史15名（秩禄六百石）がいた。非法の監察弾劾を行い、公卿の上奏文を受領し文書の違反を弾劾した。
光武帝は詔を出し、朝廷の集会の際に御史中丞、司隷校尉、尚書令は単独の席に座ることにして、都ではこの三つの官を「三独座」と呼んだ（『後漢書』宣秉伝）。

## 三国時代
三国時代においても引き続き御史中丞の官が設けられた。例えば諸葛亮を劉備に推挙した人物で、曹操・曹丕・曹叡の三代に仕えた徐庶も黄初年間に御史中丞に就任している。『魏略』には「徐庶がその程度にしか用いられていないのは魏はよほど人物が多いのか」と嘆く諸葛亮の逸話がみえるが、諸葛亮が嘆いたのは太和年間であるため、当時の徐庶は御史中丞を罷免されていたと推定される。
また、『華陽国志』南中志によると、益州郡の指導者である孟獲も蜀漢の諸葛亮に帰順すると、官職は御史中丞に至った。